# برناردينو ريفادافيا
برناردينو ريفادافيا (بالإسبانية: Bernardino Rivadavia)‏ (و. 1780 – 1845 م) هو سياسي، ودبلوماسي من الأرجنتين ولد في بوينس آيرس.

## روابط خارجية
- برناردينو ريفادافيا على موقع الموسوعة البريطانية (الإنجليزية)